# Plan Dodge

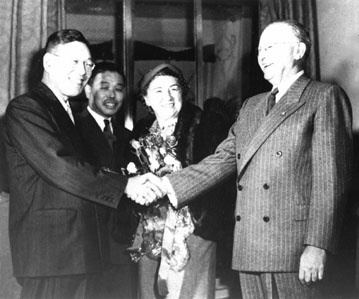
Le ministre japonais des finances Hayato Ikeda (à gauche) rencontrant Joseph Dodge et sa femme en 1948.

Le Plan Dodge (en anglais : Dodge Line) est un accord financier et monétaire rédigé par le conseiller économique américain Joseph Dodge afin de permettre au Japon d'accéder à l'indépendance économique après la Seconde Guerre mondiale. 

## Histoire

### Une situation économique difficile
Le Japon est occupé par les États-Unis à la fin de la Seconde guerre mondiale. Le Commandement suprême des forces alliées installé au Japon (le GHQ) demande à des experts en économie de préparer des plans pour sortir l'Allemagne et le Japon de leur situation économique déplorable.  Le Japon n'avait pas connu d'exercice budgétaire en équilibre depuis les cinquante dernières années.
En effet, 25,4% de la richesse totale du Japon a été effacée par la guerre. Il s'agit également de gérer la dette publique du Japon, qui n'a fait qu'augmenter depuis la Guerre sino-japonaise (1937-1945) et la guerre russo-japonaise. La dette a ainsi presque doublé entre 1893 et 1903, puis a quintuplé avant 1919 à cause des dépenses militaires notamment. Le ministre Takahashi Korekiyo, qui soutenait un plan de relance keynésien financé par la dette durant la Grande Dépression, a fait augmenter la dette à des niveaux records. Dans les années 1940, la dépense militaire équivalait à 51% du PIB. 

### Signature et application
Joseph Dodge est nommé par le président Harry S. Truman en décembre 1948 pour travailler sur un plan économique qui permette d'assainir les finances publiques japonaises et de restaurer sa compétitivité. Truman en fait son représentant personnel au Japon ; son autorité dépasse ainsi celle du général MacArthur, le Premier ministre et la Diète du Japon. Truman le choisit pour sa compétence en économie, ayant rédigé le plan Colm-Dodge-Goldsmithplan pour stabiliser l'inflation ouest-allemande deux ans auparavant.
Le plan auquel il aboutit est signé en 1949 entre le président américain de l'époque, Harry S. Truman et le premier ministre japonais, Yoshida[réf. nécessaire]. 
Ce plan, qui fut appliqué par le gouvernement japonais, est à l'origine de l'assainissement budgétaire et financier du Japon au début des années 1950. Il est considéré comme ayant été déterminant dans la vision de gestion rigoureuse des finances publiques japonaises dans les années d'après-guerre, aux côtés du plan de la Mission Shoup dirigée par Carl Shoup, pendant fiscal du Plan Dodge. Cependant, le Plan Dodge provoqua une décélération forte du rythme de croissance japonais, plongea l'économie dans une récession, réduisit la production japonaise et augmenta le taux de chômage. 

## Contenu

### Les neuf points
Les recommandations du plan sont listées en neuf points principaux :
1. Garder le budget en équilibre afin de réduire l'inflation, en réduisant les dépenses publiques
2. Accélérer la réalisation du programme de perception des impôts, en prenant les mesures pénales nécessaires pour lutter contre l'évasion fiscale
3. Assurer une limitation rigoureuse de l'extension des crédits aux projets contribuant à la reprise économique japonaise
4. Mettre en place un plan pour atteindre la stabilité des salaires
5. Renforcer et, si nécessaire, étendre la couverture des programmes étatiques visant à contrôler les prix
6. Améliorer les opérations de contrôle des échanges commerciaux internationaux, resserrer les contrôles sur les échanges internationaux, et faire en sorte que les agences japonaises idoines s'en chargent
7. Améliorer l'efficacité du système de rationnement et de subventions, notamment en vue d'une maximisation des exportations.
8. Augmenter la production de matières premières sur le territoire, et augmenter la production de biens manufacturés
9. Améliorer l'efficacité du programme de food-collection

### La traduction en politiques publiques
La réduction de l'inflation est nécessaire du fait de son explosion après la fin de la guerre. Les prix des producteurs avaient plus qu'octuplé, et les prix à la consommation avaient triplé entre 1944 et 1948. Cela était dû à l'augmentation du volume de monnaie dans l'économie, elle-même causée par les dépenses d'après-guerre, comme le versement de pensions militaires, les coûts de l'occupation, etc. 
Ces mesures sont déclinées de différente manière. La Banque de Reconstruction, qui générait des emprunts coûteux, est dissoute. Le taux de change du yen est fixé à 1$ = 360 yen, ce qui était assez bas pour assurer au Japon une compétitivité-prix sur ses exportations. 
Dodge et l'administration japonaise coupèrent les dépenses des comptes spéciaux se dirigeant vers les exportations, les transports (chemins de fer) et l’industrie privée. Ils firent également des coupes dans les subventions publiques accordées, par exemple, à l'industrie du charbon pour abaisser ses coûts et la rendre plus compétitive. 